# Bolívar (Valle del Cauca)
Bolívar – miasto w Kolumbii, w departamencie Valle del Cauca.